# Peter Schöpf

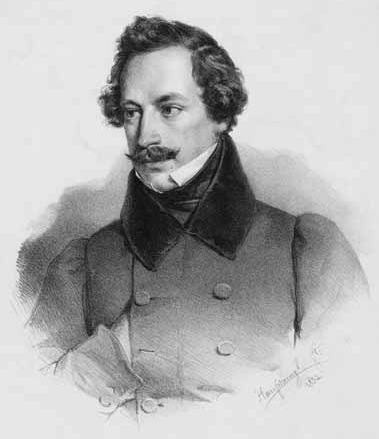
Peter Schöpf, Lithographie von Franz Hanfstaengl (1832)

Peter Schöpf (* 5. Juni 1805 in München; † 13. September 1875 in Rom) war ein deutscher Bildhauer des Klassizismus.

## Leben
Peter Schöpf war ein Sohn des Bildhauers Peter Paul Schöpf (* 1757 in Imst; † 1841 in München), bei diesem erhielt er auch ersten Unterricht in der Holzschnitzkunst.
Ab 1818 besuchte er die Königliche Akademie der Bildenden Künste in München, wo er unter Leitung von Robert von Langer nach der Antike und nach der Natur modellierte. Auch erhielt er seine weitere Ausbildung bei seinem Bruder Lorenz Schöpf (1793–1871).
1828 schuf er die Büste und zwei Genien des klassizistischen Denkmals von Fürstbischof Joseph von Stubenberg im Dom zu Eichstätt. Aus dem Jahr 1829 stammen seine Statuen von Christus und mehreren Aposteln für die klassizistisch umgestaltete Spitalkirche in Weilheim in Oberbayern.
1832 erhielt er von König Ludwig I. von Bayern ein Reisestipendium nach Italien. In Rom arbeitete er bis 1834 im Atelier des dänischen Bildhauers Bertel Thorvaldsen. Mit ihm in Rom war sein Jugendfreund Ludwig Schwanthaler. In Rom vollendete er im Auftrage König Ludwigs die Büste des Feldherrn Alexander von Haslang für die Ruhmeshalle in München.
Ende 1838 kehrte er nach München zurück. Dort beteiligte er sich an Marmorarbeiten für die Walhalla und schuf unter anderem Büsten von Christoph Willibald Gluck und Jean Paul sowie die letzte Etappe des von Martin von Wagner konzipierten umlaufenden Innenfrieses, der auf zehn Meter Länge die Bekehrung der Germanen durch den Heiligen Bonifatius zum Christentum darstellt.
Ab Oktober 1841 hielt er sich wieder in Rom auf, wo er die Büste von Johannes Kepler für die Walhalla fertigstellte. Für das Siegestor in München modellierte er zwei Kränze spendende Genien. Nach Thorvaldsens Tod im Jahre 1844 realisierte er dessen im Auftrag des späteren Königs Maximilian II. von Bayern entworfene überlebensgroße Marmorstatue von Konradin, die 1847 in der Kirche Santa Maria del Carmine Maggiore in Neapel aufgestellt wurde. 1869 schuf er die Marmorbüste des Grabdenkmals von August von Platen im Garten der Villa Landolina in Syrakus.
Seit 1844 war Schöpf mit einer Römerin namens Caterina Costa verheiratet.

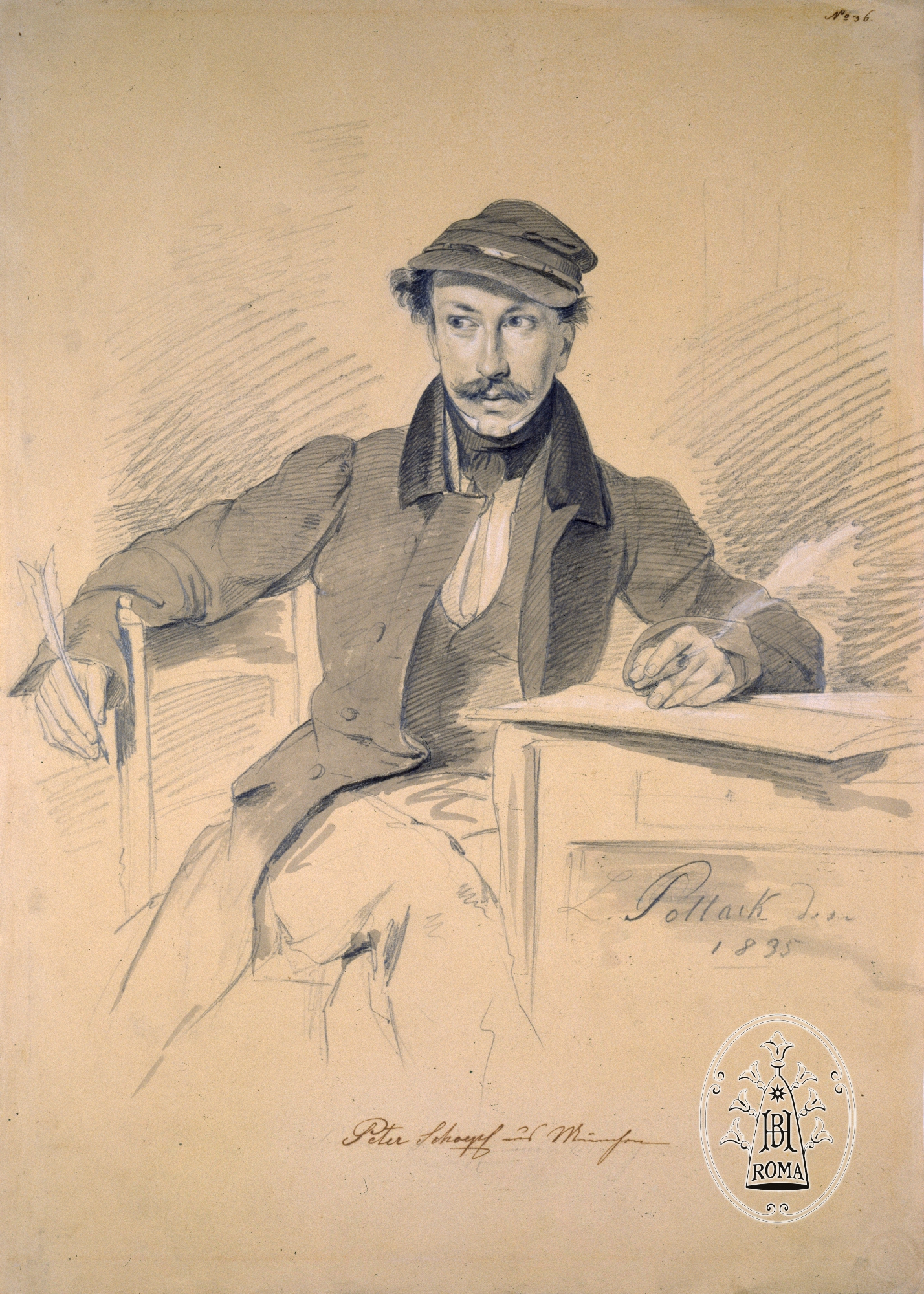
Peter Schöpf, Zeichnung von Leopold Pollak (1835)
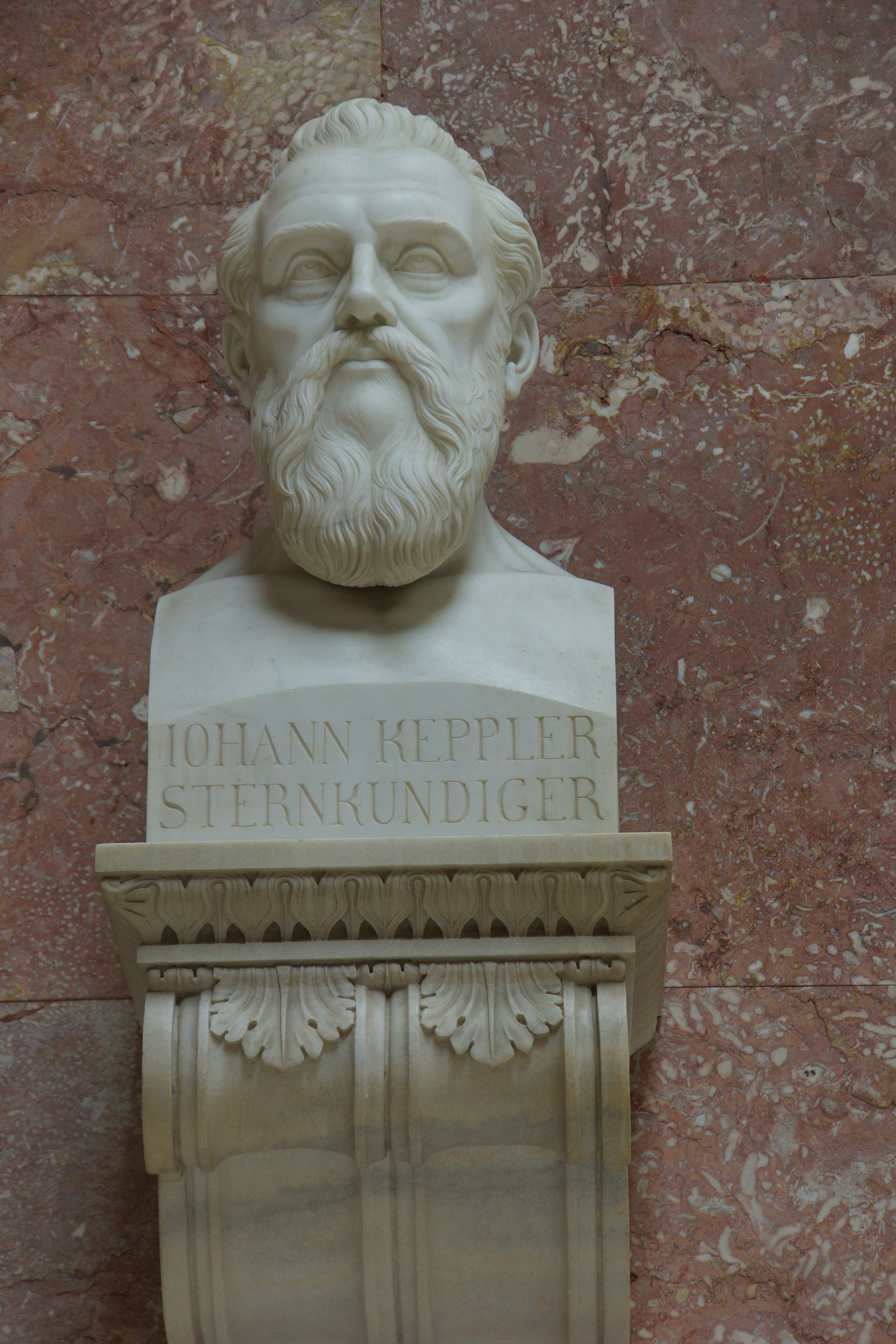
Kepler-Büste in der Walhalla (1842)
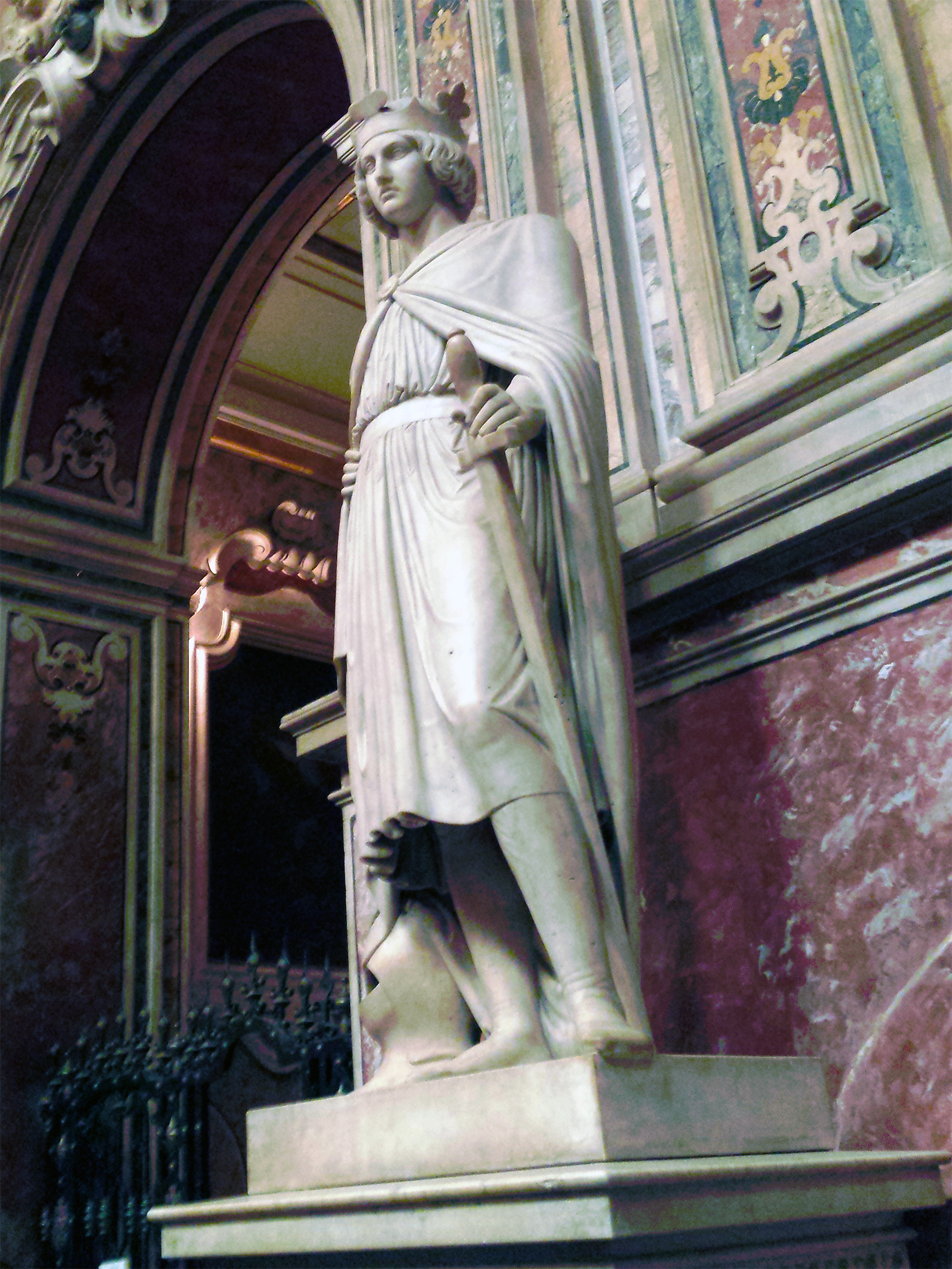
Konradin-Statue in der Kirche Santa Maria del Carmine Maggiore in Neapel (1847)
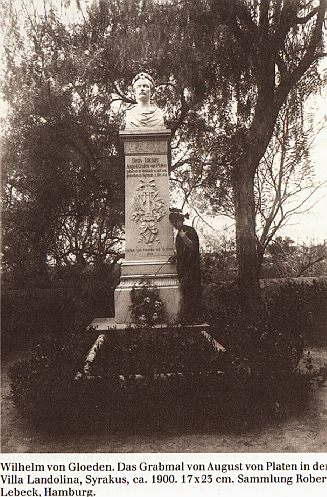
Grabmal von August von Platen in Syrakus (Foto von Wilhelm von Gloeden, um 1900)